# Bota (Einheit)
Die Bota, oder das Both, war ein spanisches Volumenmaß für Flüssigkeiten. Das kastilische Maß war für Wein, Branntwein und Öl auch auf Menorca in Gebrauch.
- 1 Bota/Bota menor oder kleine Bota = 4 Cargas = 16 Barillos = 22 Cuatillos = 30 Cantarns = 30 Arrobas = 5,034 Hektoliter
- Öl: 1 Bota = 43 Arrobas